# 史密斯弗拉特 (加利福尼亞州)
史密斯弗拉特（英語：Smithflat）是位於美國加利福尼亞州埃爾多拉多縣的一個非建制地區。該地的面積和人口皆未知。

## 地理
史密斯弗拉特的座標為38°44′05″N 120°45′19″W / 38.73472°N 120.75528°W，而該地的平均海拔高度為678米（即2224英尺）。